# France 3
France 3 este un canal public de televiziune francez și face parte din grupul France Télévisions, care include France 2, France 4, France 5 și France Info.
A creat o rețea de servicii regionale de televiziune care furnizează programe zilnice de știri și aproximativ zece ore de divertisment și programare culturală produse pentru și despre regiuni în fiecare săptămână (cum ar fi ITV1). Canalul difuzează, de asemenea, diverse programe naționale și știri naționale și internaționale de la Paris. Canalul a fost cunoscut sub numele de France Régions 3 (FR3) până la înlocuirea sa oficială cu France 3 în septembrie 1992.
Înainte de înființarea RFO, acum Outre-Mer 1ère, era difuzat și către departamentele și teritoriile franceze de peste mări.

## Sediu
France 3 avea sediul inițial la 13–15 rue Cognacq-Jay din Paris, care găzduia serviciile de televiziune ale fostului Office de Radiodiffusion Télévision Française (ORTF).
De când TF1 a devenit independent de ORTF, FR3 a avut sediul la Maison de la Radio din arondismentul 16 din Paris, cu baza editorială situată la 28 Cours Albert 1er din arondismentul 8.
În 1998, France 3 s-a mutat într-o nouă bază la 7 Esplanade Henri de France din arondismentul 15. Acesta găzduiește și restul operațiunilor France Télévisions. Sediul central este accesibil luând RER Linia C până la Bulevardul Victor.

## Programe
France 3 are mai puține constrângeri de audiență decât canalul soră France 2, acesta din urmă fiind canalul public emblematic. Acest lucru permite France 3 să se concentreze pe programarea specializată și culturală.
Oferă trei sesiuni de informare pe zi până la 25 august 2019. Oferă din 26 august 2019 și oprirea Soir 3 (înlocuită cu ora 23:00 a France Info) două sesiuni de informare pe zi, care includ ediții de știri regionale și locale. De asemenea, oferă mai multe rapoarte meteo pe zi.
În fiecare dimineață, France 3 difuzează blocul de programare pentru copii Okoo. În timp ce France 5 difuzează programe preșcolare, France 3 vizează grupa de vârstă mai înaintată. (Okoo este difuzat în fiecare zi în France 4.)
La 2 septembrie 2020, France Ô a încetat să difuzeze la 31 august 2020 pentru a înlocui anumite canale de misiune. France 3 difuzează în fiecare dimineață două programe pe teritoriile de peste mări (Outre-mer le mag, Outre mer l'info).

### Actual
- 12/13 (din 1990)
- 19/20 (din 1986)
- La Boîte à secrets (din 2019)
- La Carte aux trésors (din 1996)
- ConsoMag (din 1965)
- Des chiffres et des lettres (din 2006)
- Des racines et des ailes (din 1997)
- Docs interdits (din 2011)
- Expression directe (din 1972)
- Faut pas rêver (din 1990)
- Le Monde de Jamy (din 2014)
- Okoo (bloc de programe) (din 2019)
- Outre-mer le mag
- Outre mer l’info
- Questions pour un Champion (din 1988)
- Des racines et des ailes (din 1997)
- Slam (emisiune de jocuri) (din 2009)
  - Le Grand Slam (din 2015)
  - Tout le sport (din 1993)
- Le 23h (din 2019)
- Thalassa (din 1972)

### Anterioară
- 30 millions d'amis (2006-2016)
- @ la carte (2008-2009)
- Animax (2001-2005)
- La Bande à Dexter (2001-2004)
- Bon appétit bien sûr (2000-2009)
- Bonjour Babar (1994-1996)
- Bonjour les petits loups (1992-1994)
- Bunny et tous ses amis (2001-2008)
- C’est pas sorcier (1993-2014)
- Chabada (2009-2013)
- Côté cuisine (2007-2011)
- Culture et Dépendances (2001-2006)
- Les dossiers de France 3 (2001-2005)
- F3X (2001-2008)
- Le Fabuleux Destin de... (2002-2004)
- France Europe Express (1997-2007)
- France Truc (2004-2006)
- Génération Albator (1998-2000)
- Harry (emisiune de jocuri) (2012-2018)
- Ludo (bloc de programe) (2009-2019)
- Lundi en histoires (2014-2017)
- Même le dimanche (2016-2017)
- Midi en France (2011-2019)
- Les Minikeums (1993-2002)
- C'est mon choix (1999-2004)
- Mon Kanar (2002-2004)
- On ne peut pas plaire à tout le monde (2000-2006)
- Pièces à conviction (2001-2021)
- Plus belle la vie (2004-2022)
- Bunny Tonic (2008-2018)
  - Quoi de neuf Bunny ? (2018-2021; mutat pe France 4)
- Scooby-Gang (serial televiziune) (2004-2008)
- Soir 3 (1972-2019)
- Tac O Tac, gagnant à vie (2004-2006)
- T O 3 (bloc de programe) (2002-2004)
- Toowam (2006-2009)
- La vie d'ici (2001-2011)
- Vie privée, vie publique (2001-2011)
- Village Départ (2005-2016)